# 138e régiment d'infanterie (3e régiment d'infanterie bas-alsacien)
Pour les articles homonymes, voir 138e régiment.

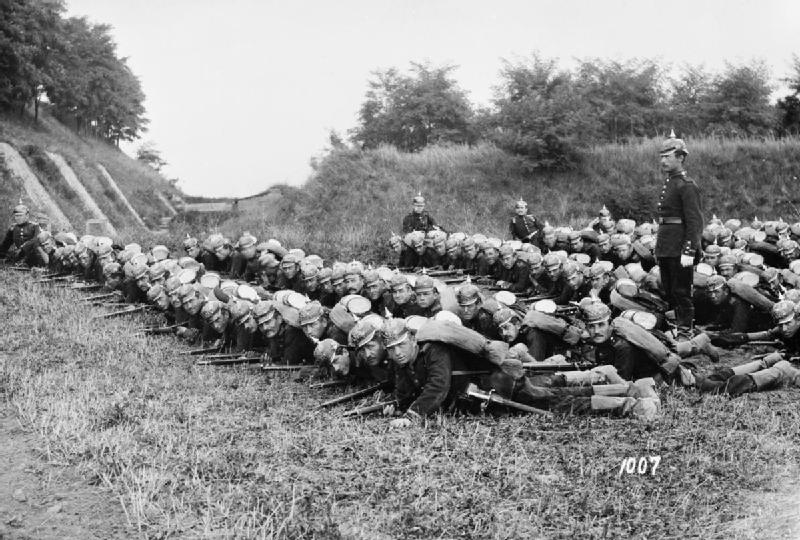
Soldats du 138e régiment d'Infanterie lors des Manœuvres Impériales de 1899

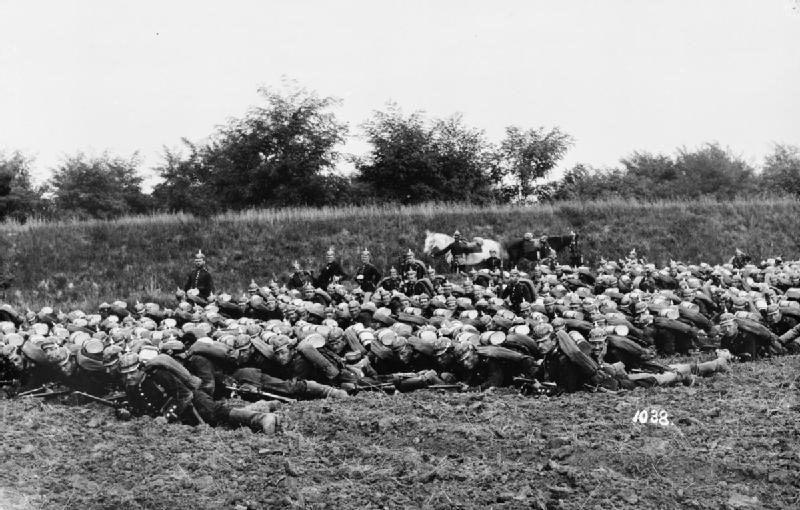
Soldats du 138e régiment d'Infanterie lors des Manœuvres Impériales de 1899

Le 138e régiment d'infanterie (3e régiment d'infanterie bas-alsacien) est une unité d'infanterie de l'armée prussienne, qui est liée par ses implantations à l'histoire du Grand Est français dans l'ancienne région allemande de Lorraine. Le régiment existe de mars 1887 jusqu'à sa dissolution en mars 1919. Durant la Première Guerre mondiale, le régiment est impliqué dans des batailles sur le front occidental ainsi que sur le front oriental, où de nombreux soldats meurent.

## Histoire
L'unité est créée par l'AKO du 11 mars 1887 (jour de la fondation) au 1er avril 1887 sous le nom de 138e régiment d'infanterie. Les 10e, 11e, 25e (de), 38e, 51e, 60e (de), 62e, 94e, 115e (de), 116e (de), 117e (de) et 118e (de) régiments contribuent chacun à hauteur d'une compagnie. Le 7 avril 1887, le régiment se réunit pour la première fois dans la garnison de Strasbourg. Avec le 25e régiment d'infanterie et le 126e régiment d'infanterie, ils forment la 61e brigade d'infanterie (de), qui est subordonnée à la 31e division d'infanterie.
Au début du mois d'août 1893, le régiment est agrandi pour inclure une 13e et 14e compagnies qui forme un 4e demi-bataillon. Ce dernier est dissous le 1er avril 1897 et les deux compagnies sont transférées au nouveau 172e régiment d'infanterie. Au même moment, le régiment rejoint la 85e brigade d'infanterie (30e division d'infanterie).
Le 27 janvier 1902, l'empereur Guillaume II émet un ordre militaire selon lequel les unités qui ne sont pas auparavant connues sous le nom d'unités régionales doivent recevoir une extension de nom pour une meilleure différenciation et pour établir une tradition. À partir de ce moment, le régiment s'appelle donc 138e régiment d'infanterie (3e régiment d'infanterie bas-alsacien). Le 1er avril 1906, un nouveau changement dans le rapport de subordination a lieu. Le régiment échange sa garnison avec le 136e régiment d'infanterie stationné à Dieuze et forme avec le 97e régiment d'infanterie, le 59e brigade d'infanterie (de) de la 42e division d'infanterie. À partir du 1er octobre 1913, la brigade et ses régiments subordonnés appartiennent au 21e corps d'armée nouvellement formé

### Première Guerre mondiale
Au début de la Première Guerre mondiale, le régiment est mobilisé le 2 août 1914 et est affecté à la 42e division d'infanterie initialement déployée pour sécuriser la frontière en Lorraine. Après avoir combattu à Lagarde (de), Bidestroff, Magnières, Saint-Pierremont et Deinvillers, le régiment se déplace vers la Somme à la mi-septembre 1914. Ici il est utilisé dans le tronçon Roye-Chaulnes . Elle participe aux combats de Liancourt, Fouquescourt et Chilly et entre en guerre de tranchées à la mi-octobre à Lihons-Soyécourt.
Fin janvier 1915, le régiment arrive sur le front de l'Est. Au cours de la bataille d'hiver en Mazurie, le 3e bataillon est dissous le 20 février en raison de lourdes pertes et ne peut être rétabli en tant que demi-bataillon que le 14 mars avec l'arrivée de remplaçants. Lors de la bataille de Giby, le 12 mars, environ 3 600 prisonniers sont faits et trois canons et dix mitrailleuses sont capturés. Après les batailles de position à Kalwaria et Augustów, le régiment commence son avance vers Olita à la mi-août, qui se termina par la bataille d'Orany. Cela est suivi par la participation à la bataille de Vilnius. À partir d'octobre, le régiment est à nouveau engagé dans la guerre de tranchées. Cette fois-ci au sud de Postawy et le 8 novembre 1915, le dernier changement de subordination a lieu. Le régiment est subordonné à la 65e brigade d'infanterie (de) et participe à la défense de l'offensive russe lors de la bataille du lac Narach à partir de la mi-mars 1916. Au cours de la guerre de tranchées, le régiment reçoit à la mi-juin 1916 une 2e et une 3e compagnie MG et, début avril 1917, douze mortiers légers. Retiré du front à des fins d'entraînement à la mi-mai, le régiment est déployé en Galicie du 13 juillet au 26 août 1917. Il revient ensuite dans les États baltes, participe à la bataille de Riga puis prend position sur la Melupe au nord de la ligne de chemin de fer Riga-Hinzenberg. Le 19 septembre, l'unité est relevée par le 249e régiment d'infanterie de réserve, rassemblé à Libau jusqu'au 22 septembre, et y effectue des exercices de manœuvres de débarquement.
Dans le cadre de l'opération Albion, le régiment est embarqué sur divers navires de guerre et bateaux à vapeur le 10 octobre 1917 pour participer à la conquête des îles d'Ösel et de Moon. Après le succès de l'opération, le régiment revient à Libau le 31 octobre. Le 3 novembre 1917, le régiment est transféré à Kovel, où il prend position au sud de Bruchowicze. Pendant le cessez-le-feu, le régiment est à nouveau libéré du front et, après une courte période d'entraînement, composée principalement d'exercices de combat, est transporté dans le nord de la France. À Roubaix, l'entraînement au combat en unités de bataillon et de régiment se poursuit dans un premier temps jusqu'à la prise de position du régiment sur le front près de Pérenchies à l'ouest d'Armentières à la fin janvier. Lors de la bataille d'Armentières, le régiment franchit la Lys et participe aux batailles de Doulieu et de Merris . Au 17 avril 1918, les pertes s'élèvent à 194 morts, 626 blessés et 11 disparus. De fin avril à fin juin 1918, le régiment est engagé dans la guerre de tranchées près de Lens avant de prendre part à la bataille de Soissons.
Après les batailles coûteuses, la valeur au combat du régiment n'est plus suffisante et les troupes n'étaient plus aptes à un nouveau déploiement en première ligne le 10 août 1918. Il y a un manque d’officiers, d’équipages de remplacement et d’armes, ainsi que de vêtements et d’équipements adaptés. Par conséquent, le II. Bataillon du régiment d'infanterie dissous n° 390 en tant que III. Le bataillon a été intégré au régiment. Les équipages et la compagnie de mitrailleuses de l'ancien III. Le bataillon a été transféré aux I. et II. bataillon distribué. À la fin du mois, les 4e, 8e et 12e compagnies furent également dissoutes et réparties. Chaque bataillon était désormais divisé en trois compagnies, chacune avec huit mortiers légers et une compagnie de mitrailleuses avec douze MG 08.
Au cours des combats défensifs qui suivent en Champagne, le régiment subit à nouveau de lourdes pertes à la fin du mois de septembre 1918. Le commandant du 1er bataillon, le capitaine Stanislaus Behrendt (1886-1918), reçoit l'ordre Pour le Mérite pour sa conduite prudente le 4 octobre 1918. Il est décédé quelques jours plus tard des suites de ses graves blessures. Le commandant du régiment, le major Friedrich Bruns (1869–1943), et son état-major réussissent à arrêter les Français qui ont pénétré les positions en utilisant des grenades à main et en empêchant une percée. Pour cela, il est décoré de l'Ordre Pour le Mérite le 6 novembre 1918. En raison du manque de remplaçants, l'ordre de dissolution du 3e bataillon est donné le 30 octobre 1918.
D'après les registres des pertes du régiment, de nombreux soldats sont morts au cours des combats ou sont faits prisonniers. Dans sa plus grande formation, le régiment est composé de 3 bataillons avec 19 compagnies et le corps des officiers

### Après guerre
Après la fin de la guerre, les restes du régiment traversent l'Eifel jusqu'à Schupbach et de là jusqu'à Coswig, car l'ancienne garnison de Dieuze n'est plus accessible en raison des accords d'armistice. C'est ici qu'il est démobilisé pour la première fois et dissous le 31 mars 1919. En janvier 1919, une compagnie de volontaires est formée à partir d'unités démobilisées, qui devient en juin 1919 une partie de la 25e brigade de la Reichswehr provisoire. La tradition est adoptée par la 9e compagnie du 16e régiment d'infanterie de la Reichswehr à Oldenbourg, par décret du chef du commandement de l'armée, le général d'infanterie Hans von Seeckt, le 24 août 1921.